# Hernán Toledo
Hernán Toledo (Sastre, 17 januari 1996) is een Argentijns voetballer die doorgaans als vleugelspeler speelt. Hij verruilde Vélez Sarsfield in juli 2016 voor Deportivo Maldonado.

## Clubcarrière
Toledo speelde in de jeugd bij Atlético Sastre, Club Sportivo Belgrano en Vélez Sarsfield. Hij debuteerde op 20 september 2015 in de Argentijnse Primera División, tegen Estudiantes. Hij speelde in zijn eerste seizoen zes competitieduels. Toledo verruilde Vélez Sarsfield in juli 2016 voor Deportivo Maldonado. Dat verhuurde hem gedurende het seizoen 2016/17 aan ACF Fiorentina. Hierna volgden verhuren aan Club Atlético Lanús en UD Las Palmas.